# Andy Koçoğlu
Andy Koçoğlu (* 15. April 1992 in Malibu, Kalifornien, Vereinigte Staaten) ist ein US-amerikanisch-türkischer Eishockeyspieler, der seit 2013 beim İzmir Büyükşehir Belediyesi SK in der Türkischen Superliga unter Vertrag steht. Sein Bruder Alec ist ebenfalls türkischer Nationalspieler.

## Karriere
Andy Koçoğlu, der als Sohn türkisch-armenischer Eltern im kalifornischen Malibu geboren wurde, begann seine Karriere als Eishockeyspieler bei Juniorenmannschaften im Westen der Vereinigten Staaten. Im Januar 2012 verließ er sein Geburtsland und wechselte in die Türkische Superliga, wo er zunächst bei Başkent Yıldızları SK unter Vertrag stand. Mit dem Klub aus Ankara wurde er 2012 und 2013 türkischer Landesmeister. Trotz dieser Erfolge wechselte er 2013 aus der Hauptstadt an die Ägäisküste zum İzmir Büyükşehir Belediyesi SK, wo er seither spielt.

### International
In der türkischen Nationalmannschaft wurde er erstmals bei der Weltmeisterschaft 2014 in der Division II eingesetzt. Trotz eines abschließenden 6:4-Erfolges gegen China musste seine Mannschaft den Abstieg hinnehmen. Daraufhin spielte er 2015 und 2016 mit den Türken in der Division III.

## Erfolge und Auszeichnungen
- 2011 Türkischer Meister mit dem Başkent Yıldızları SK
- 2012 Türkischer Meister mit dem Başkent Yıldızları SK
- 2016 Aufstieg in die Division II, Gruppe B, bei der Weltmeisterschaft der Division III